# ستيلاو سافانتي
ستيلاو سافانتي (بالإنجليزية: Stelio Savante)‏ هو كاتب سيناريو وكاتب وممثل جنوب أفريقي، ولد في 24 أبريل 1970 بكيب تاون في جنوب أفريقيا.

## أعمال

### أفلام
- (2009) الذي لا يقهر[4]

## وصلات خارجية
- ستيلاو سافانتي على موقع IMDb (الإنجليزية)
- ستيلاو سافانتي على موقع قاعدة بيانات الفيلم (الإنجليزية)